# Scaphoideus kumamotonis
Scaphoideus kumamotonis är en insektsart som beskrevs av Matsumura 1914. Scaphoideus kumamotonis ingår i släktet Scaphoideus och familjen dvärgstritar. Inga underarter finns listade i Catalogue of Life.